# Roquetaillade-et-Conilhac
Roquetaillade-et-Conilhac é uma comuna francesa na região administrativa da Occitânia, no departamento de Aude. Estende-se por uma área de 15.80 km², e possui 277 habitantes, segundo o censo de 2018, com uma densidade de 18 hab/km².
Foi criada, em 1 de janeiro de 2019, a partir da fusão das antigas comunas de Roquetaillade e Conilhac-de-la-Montagne.